# Eddie Van Feu
Eddie é uma arte-educadora carioca, escritora, artista visual, roteirista e desenhista. Eddie é uma escritora de livros e artigos místicos, e livros de ficção como Lua das Fadas, Uma Guerra de Luz e Sombras, Crônicas de Leemyar e Alcateia.[carece de fontes?]

## Biografia
Eddie formou-se em Jornalismo e também editou vários jornais estudantis e fanzines.Foi criadora da cadeira de mangá no Curso de Desenho Daniel Azulay e idealizadora das apostilas usadas no curso. Em 1996, o fanzine "Olha A Frente", após seis edições Eddie resolveu apresentar o fanzine às editoras, logo o projeto foi aceito pela Editora Escala, também pela Escala a autora produziu sua primeira publicação esotérica, uma revista sobre anjos..
Fã de quadrinhoss e séries, Eddie editou as revistas Mangá Booken pela Editora M&C e Talentos do Mangá pela própria Editora Escala.
Também roteirizou para revistas publicadas pela editora Linhas Tortas.
Como roteirista também produziu roteiros para teatro e curta-metragens.
Editou revistas sobre séries de TV (novamente pela Editora Escala), trabalho que lhe rendeu o Troféu Noeli Santisteban no Prêmio Yamato de 2006.
Embora seja conhecida como escritora, Eddie também é fotógrafa, modelo, ilustradora, tradutora e youtuber.[carece de fontes?]